# أوغسطين كولن ماكدونالد
أوغسطين كولن ماكدونالد هو سياسي كندي، ولد في 30 يونيو 1837 في كندا، وتوفي في 16 يوليو 1919 في تشارلوت تاون في كندا. حزبياً، نشط في حزب كندا المحافظ. وقد انتخب عضو مجلس العموم الكندي.